# Warrington Academy
La Warrington Academy, fondée en 1757, était un collège (au sens britannique du terme) des Dissidents anglais, situé à Warrington dans le Cheshire. Il devint, en 1786, la Manchester Academy. 

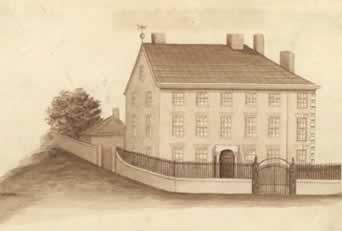
Dessin de la Warrington Academy en 1757

## Les débuts de l'académie
Les trois premiers professeurs sont le Dr Taylor, de Norwich, le Dr John Aikin, de Kibworth et John Hiot de Lancaster. En 1761, Joseph Priestley y devient professeur en langues modernes et rhétorique. L'atmosphère intellectuelle stimulante de Warrington, que l'on surnomme fréquemment l'« Athènes du nord », au cours du XVIIIe siècle[réf. nécessaire], encourage l'intérêt croissant de Priestley pour la philosophie naturelle. Il donne des conférences sur l'anatomie et réalise des expériences sur la température avec un autre professeur de Warrington, son ami John Seddon,. Priestley, malgré un horaire chargé, décide de rédiger une histoire de l'électricité. Des amis lui présentent les principaux chercheurs de ce domaine en Grande-Bretagne, John Canton, William Watson et un visiteur, Benjamin Franklin, qui encouragent Priestley à réaliser les expériences qu'il veut inclure dans son historique. Tout en répliquant les expériences des autres, Priestley est intrigué par des questions restées sans réponse et entreprend alors ses propres expériences,. En 1767, les 700 pages de The History and Present State of Electricity (L'histoire et l'état actuel de l'électricité) sont publiées et reçoivent des commentaires positifs.

## Personnalités
Parmi les personnalités ayant fréquenté la Warington Academy, outre Joseph Priestley, on peut citer : Arthur Aikin,Anna Laetitia Barbauld,  John Goodricke, Thomas Malthus, Jean-Paul Marat (qui y enseigna le français) ou encore Thomas Percival.